# FS E.321 (1921)
Die Baureihe E.321 war eine Elektrolokomotiv-Baureihe der staatlichen italienischen Eisenbahn Ferrovie dello Stato. Sie war auf den Ferrovie Varesine und der Metro von Neapel im Stromsystem mit seitlicher Stromschiene eingesetzt.

## Geschichte
Die Elektrifizierung der Eisenbahn in Italien begann in der Zeit um 1900, als neben dem oberitalienischen Drehstromnetz und einem wenig erfolgreichen Versuch von Bedienungen mit Akkumulatortriebwagen der Betrieb mit Gleichspannung von 650 V und Stromschiene auf der Ferrovie Varesine von Mailand nach Varese durchgeführt wurde.
Da sich der Plandienst positiv entwickelte, entstand als Weiterentwicklung der Vorgängervariante FS E.320, die seit 1912 auf der Strecke eingesetzt war, diese Lokomotive mit der Bezeichnung E.321. Gegenüber der Vorgängervariante wies diese Konstruktion einige Verbesserungen auf, die besonders im elektrischen Bereich eine Leistungssteigerung auf 1,45 MW betrafen und eine verbesserte Kraftübertragung (speziell des Dreieckrahmens) aufwiesen. Bei ihr konnte das Gesamtgewicht um 2 t geringer gehalten werden, das Reibungsgewicht blieb in etwa das gleiche.
Ansonsten war die Lokomotive als Kastenlokomotive mit zwei Führerständen an den Spitzen ausgebildet. Die Laufachsen waren mit der benachbarten Kuppelachse zu einem Zara-Gestell zusammengefasst. Die mittlere Treibachse hatte Seitenspiel. Das Drehmoment auf die gekuppelten Triebachsen wurde wie bei den Drehstromlokomotiven durch ein Dreieck von den Motoren übertragen. Alle Kuppelräder waren beidseitig mit einer Klotzbremse abgebremst. Die Hauptluftbehälter waren auf dem Dach der Lokomotive untergebracht. Vom Kasten konnten mehrere Dachsegmente und das Mittelteil herausgenommen werden, um die Demontage der Antriebsmotoren durchzuführen.
Die beiden Fahrmotoren waren in Reihe geschaltet. Der Fahrschalter war in der Mitte des Maschinenraumes angeordnet und konnte von den Führerständen mit Hilfe einer durchgehenden Welle geschaltet werden. Der Hauptschalter und der Fahrtwendeschalter wurden pneumatisch geschaltet. Die Stromabnahme erfolgte mit acht Schleifschuhen, von denen immer vier anliegen mussten, damit bei einer Geschwindigkeit von 95 km/h noch ein Strom von 3,2 kA abgenommen werden konnte.
Die Fahrzeuge hatten eine Leistungscharakteristik, nach der Züge mit 200 t Last auf Neigungen von 12 Promille mit 80 km/h anstandslos befördert werden konnten. Das zeigte ihr Verwendungsgebiet für die Beförderung von Personenzügen auf der Ferrovie Varesine und der Metro von Neapel. Stationierungsdaten über die Fahrzeuge fehlen. Die E.321.012 ist erhalten geblieben und steht als Exponat im Technikmuseum Mailand.